# Confoederatio cum principibus ecclesiasticis

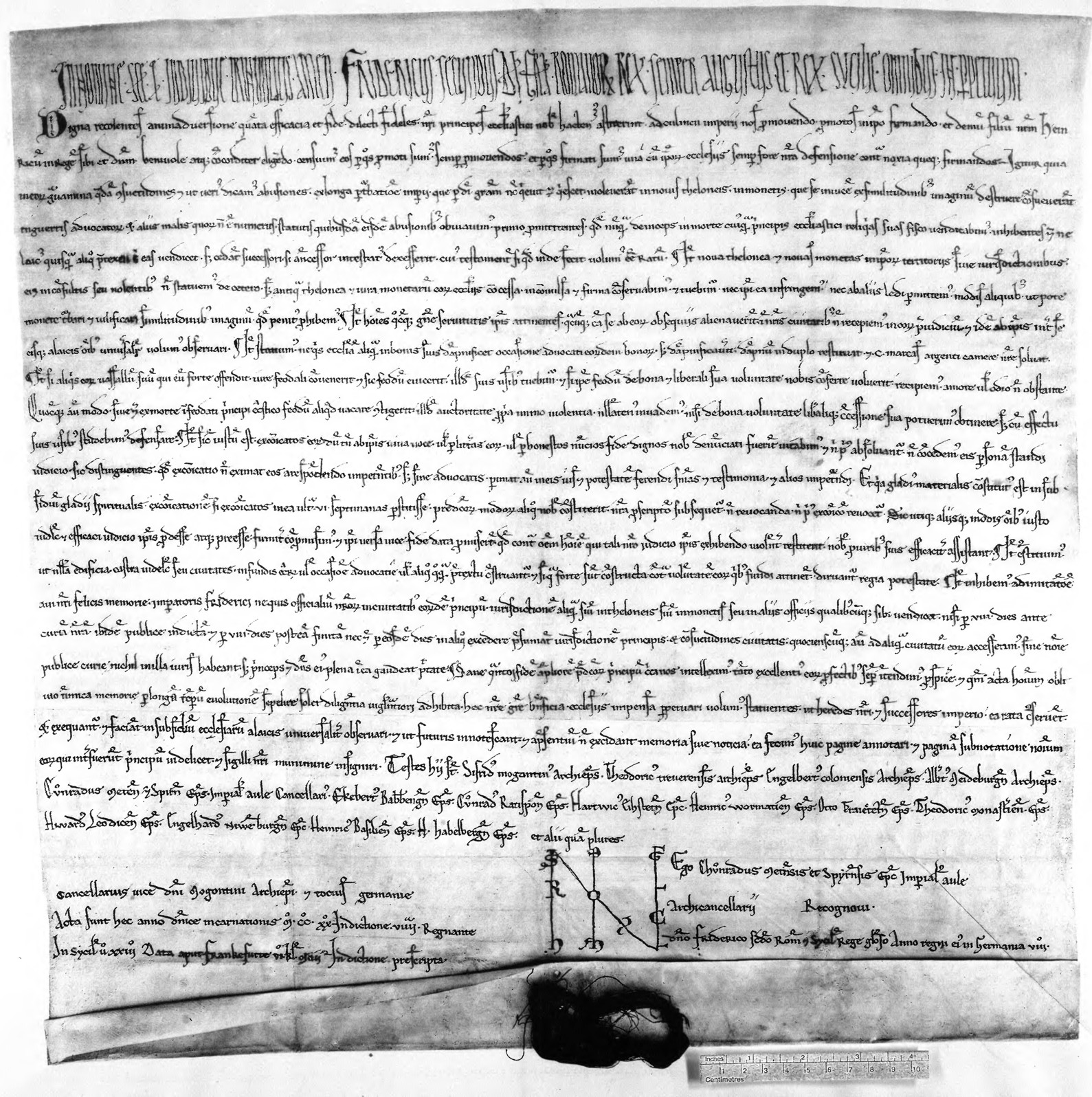
Exemplarul Confoederatio cum principibus ecclesiasticis emis pentru Episcopul de Eichstätt (document original)

Confoederatio cum principibus ecclesiasticis (în traducere „Alianța cu principii ecleziastici”) emis la 26 aprilie 1220 este considerată una dintre cele mai importante izvoare de drept de pe teritoriul german al Sfântului Imperiu Roman.
Frederic al II-lea a emis această lege la Frankfurt pe Main în 1220 ca o concesiune făcută episcopilor germani pentru participarea lor la alegerea fiului său, Henric al II-lea, ca rege romano-german.

## Conținut
Prin această lege, Frederic al II-lea a cedat unele dintre drepturile regale (Regalia) în favoarea principilor ecleziastici. Printre acestea erau: dreptul de a bate monedă, colectarea și creșterea taxelor vamale pe teritoriile episcopilor în Sfântul Imperiu Roman, construirea castelelor și înființarea orașelor, dreptul de a înstrăina slujitori și dreptul de spoliere (însușirea posesiunilor clericilor la încetarea lor din viață). Principii ecleziaști au dobândit dreptul de a institui instanțe de judecată proprii în teritoriile lor și asigurarea că împăratul, respectiv regele romano-german, va respecta hotărârile acestor instanțe. Prin urmare verdictul dat de instanțele ecleziastice era urmat automat de condamnarea și o pedepsă pronunțată de curtea regală sau imperială. Astfel, când o curte ecleziastică pronunța o anatemă era întotdeauna urmată de impunerea unei interdicții imperiale de către rege sau împărat.
Documentul stipula, între altele, următoarele:
- proprietatea unui episcop decedat va reveni succesorului său;
- nimeni nu va avea dreptul de a sechestra feuda sau proprietatea unui prelat decedat;
- nimeni nu va împiedica prin forța armelor efectele excomunicării;
- feudele Bisericii nu pot fi deturnate de la destinatia lor fără acordul expres al titularului;
- niciun ofițer al împăratului nu va avea jurisdicție sau drept de impozitare în orașele episcopale;
- împăratul însuși nu poate exercita aceste drepturi în cele opt zile care preced și urmează ședinței dietei generale.

## Efecte
Emiterea acestei legi a întărit foarte mult puterea și exercitarea puterii principilor teritoriali ecleziastici în raport cu imperiul și orașele. Stăpânirea teritorială a acestor principi a fost consolidată în detrimentul puterii centrale regale. Odată cu Statutum in favorem principum emis în mai 1232, aceleași drepturi au fost date și principilor laici. Această lege a reprezentat o altă piatră de hotar în procesul pe termen lung de teritorializare și este baza istorică a federalismului Germaniei de azi.

## Cercetare
În timp ce în cercetările din secolul al XIX-lea Confoederatio cum principibus ecclesiasticis și Statutum in favorem principum au fost considerate pași decisivi spre particularismul german, cercetările mai recente subliniază că ambele legi doar au recunoscut și confirmat oficial drepturile care erau deja exercitate de principii ecleziași și laici de câteva decenii. Privilegiile regale au trecut de la nivelul regelui la cel al principilor în cursul unui lung proces, iar la momentul emiterii celor două documente, privilegiile menționate erau deja drepturi cutumiare ale principilor. Ambele legi sunt mărturii importante ale istoriei constituției germane.